# Друкарня Швайпольта Фіоля
Друкарня Швайпольта (Schweipolta) Фіоля була першою у світі друкарнею, яка видавала книги кирилицею. Повстала 1491 року в Кракові (завдяки фінансовій допомозі Йоганна Турзо).
Друкарня виникла як спеціалізоване видавництво, що займалося друкуванням кирилицею книг літурґійних церковнослов'яньською мовою для потреб православної церкви, з ініціативи православної маґнатерії.
Фіоль, засновник і власник друкарні, поляк франконського (тобто німецького) походження, а за фахом вишивальник і золотар, видав лише чотири книги: тріодь пісна (Тріωдь постная) і великодня, або цвітна (Тріωдь цвѣтная), октоїх (Октωихъ Осьмогласникъ) і часослов (Часословецъ). Шрифт виробив Людольф Борхторп. Книги закупили монастир, а зокрема в Дрогобичі й Городку Яґеллонськім, також церкви на Волині, Литві й Русі.
З друкарні Фіоля вийшли чотири великі літурґійні книги церковнослов'янською мовою, друковані вперше кирилицею:
- Часослов — часослов з молитвами та псалмами на певні години дня й ночі; 1491;
- Осьмогласник — октоїх; збірник гімнів св. Яна з Дамаска в восьмиголоснім укладі; 1491;
- Тріодь пісна — молитви й ритуал великопісний; до 1490;
- Тріодь цвітна — молитви й ритуал великоднього періоду, до 1490.

Тоді октоїх був найчастіше уживаною літурґійною книгою в православній церкві.
1490 року Фіоль вже володів великим запасом паперу, 1491 р. замовив нові шрифти (230 знаків «руських літер»). Два першодруки 1491 року мають ідентичний, оздобчастий колофон з гербом Кракова, прізвищем друкаря, місцем і датою друку. Часослов має дереворит, що становить собою Розп'яття, перший фіґурний дереворит на польських землях. Обидві тріоді виконані примітивніше, не мають дати, місця видання.
Звинувачений у єресі та гусицькій симпатії Фіоль в листопаді 1491 року представ перед єпископським судом. Хоча інквізиторська комісія за кілька місяців допитів визнала його за невинного, ґнєзненьський капітул заборонив йому видавання й розповсюдження книг друкованих кирилицею, згідно з булов папи Іннокентія VIII від 1487 року, покладаючи на єпископів обов'язок попередньої церковної цензури.
Друки Фіоля були вельми розповсюджені на терені Великого Князівства Литовського та Великого Князівства Московського, тепер у великій кількости знаходяться в бібліотеках Росії.

## Бібліоґрафія
- Миронович Антін Васильович — «Kościół prawosławny w państwie Piastów i Jagiellonów», Видавецтво Університету в Білостоку, Білосток 2003, ISBN 83-89031-39-6